# Geografie van de Filipijnen
De Filipijnen zijn een archipel van 7.107 eilanden met een totaal aan landoppervlak van 300.000 km². De 11 grootste eilanden bevatten 94% van het totale landoppervlak. Het grootste eiland is Luzon met ongeveer 105.000 km². Daarna is Mindanao het grootst met ongeveer 94.600 km².

## Topografie

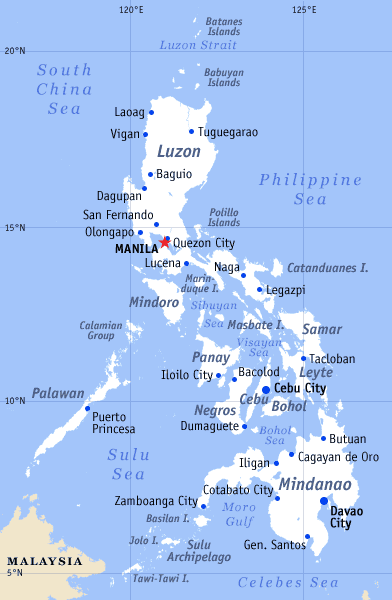
Topografisch

De archipel, bestaande uit 7107 eilanden, is gesitueerd tussen 4° 23' en 21° 25' noorderbreedte 116° en 127° oosterlengte en ligt dus ten westen van de Filipijnenzee en ten oosten van de Zuid-Chinese Zee. De totale omvang van de Filipijnen is ongeveer 300.000 km². Hiervan is ongeveer 298.710 km² land en 1830 km² water. Dit betekent dat de Filipijnen ruim 7 keer zo groot zijn als Nederland en ruim 9 maal zo groot als België. De hoofdstad Manilla ligt op het grootste eiland Luzon en beslaat een oppervlakte van 617,3 km²
Van de 7107 eilanden hebben er 3144 een naam en zijn er ongeveer 1000 bewoond. De twee grootste eilanden Luzon (104.688 km²) en Mindanao (94.630 km²) beslaan samen ongeveer twee derde van de totale oppervlakte. De grootste eilanden hierna zijn: Samar (13.080 km²), Negros (12.710 km²), Palawan (11.785 km²), Panay (11.515 km²), Mindoro (9735 km²), Leyte (7214 km²), Cebu (4422 km²), Bohol (3269 km²).
De Filipijnen hebben geen enkele landgrens met buurlanden. De dichtstbijzijnde buurlanden zijn Vietnam in het westen, Taiwan in het noorden, Maleisië en Indonesië in het zuiden en China in het noordwesten. De kustlijn wordt geschat op ongeveer 34.500 kilometer. Veel van de eilanden zijn bergachtig met een smalle strook laagvlakte aan de kust. Het hoogste punt is de vulkaan Mount Apo (2954 meter). De langste rivier van het land is de Río Grande de Cagayan: ongeveer 350 kilometer.

## Bestuurlijke indeling

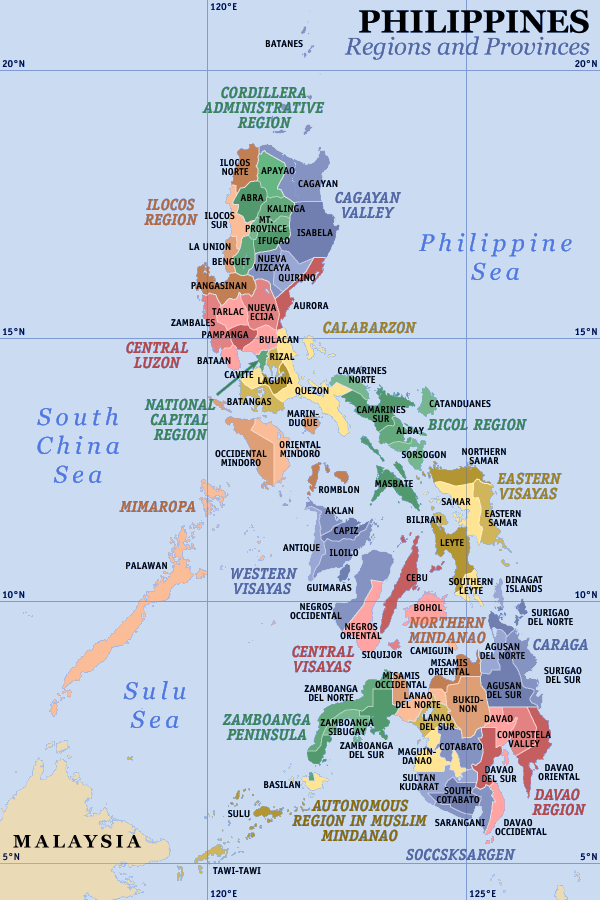
De regio's en provincies

Een provincie is in de Filipijnen de belangrijkste lokale overheid. Het land is onderverdeeld in 81 provincies die voor administratief gemak in 17 regio's zijn gegroepeerd. Provincies zijn onderverdeeld in steden en gemeenten. Naast de steden, die bestuurlijke gezien onderdeel uitmaken van een provincie, bestaan er ook enkele tientallen onafhankelijke steden, die direct onder de nationale overheid vallen. Alle steden en gemeenten zijn op hun beurt weer onderverdeeld in barangays. Het aantal steden, gemeenten en barangays is nogal aan verandering onderhevig. Per 30 september 2014 waren er in de Filipijnen 144 steden, 1490 gemeenten en 42.029 barangays.